# Eva Heiða Önnudóttir
Eva Heiða Önnudóttir (* 1973) ist eine isländische Politikwissenschaftlerin, die an der Universität von Island (Háskóli Íslands) forscht und lehrt. Seit 2021 amtiert sie als Präsidentin der Nordic Political Science Association (NoPSA).

## Werdegang
Eva Heiða Önnudóttir machte 2002 das Bachelor-Examen (Politikwissenschaft) an der Universität von Island und 2004 das Master-Examen (Quantitative Sozialforschung) an der London School of Economics and Political Science. 2015 wurde sie im Fach Politikwissenschaft an der Universität Mannheim promoviert. Danach war sie ab 2015 Post-doctoral researcher und ab 2018 Associate Professor an der Universität von Island. Seit 2021 ist sie dort Full Professor.
In ihren Publikationen befasst sich Eva Heiða überwiegend mit Wahl- und Parteienforschung.